# St. Josef (Werth)

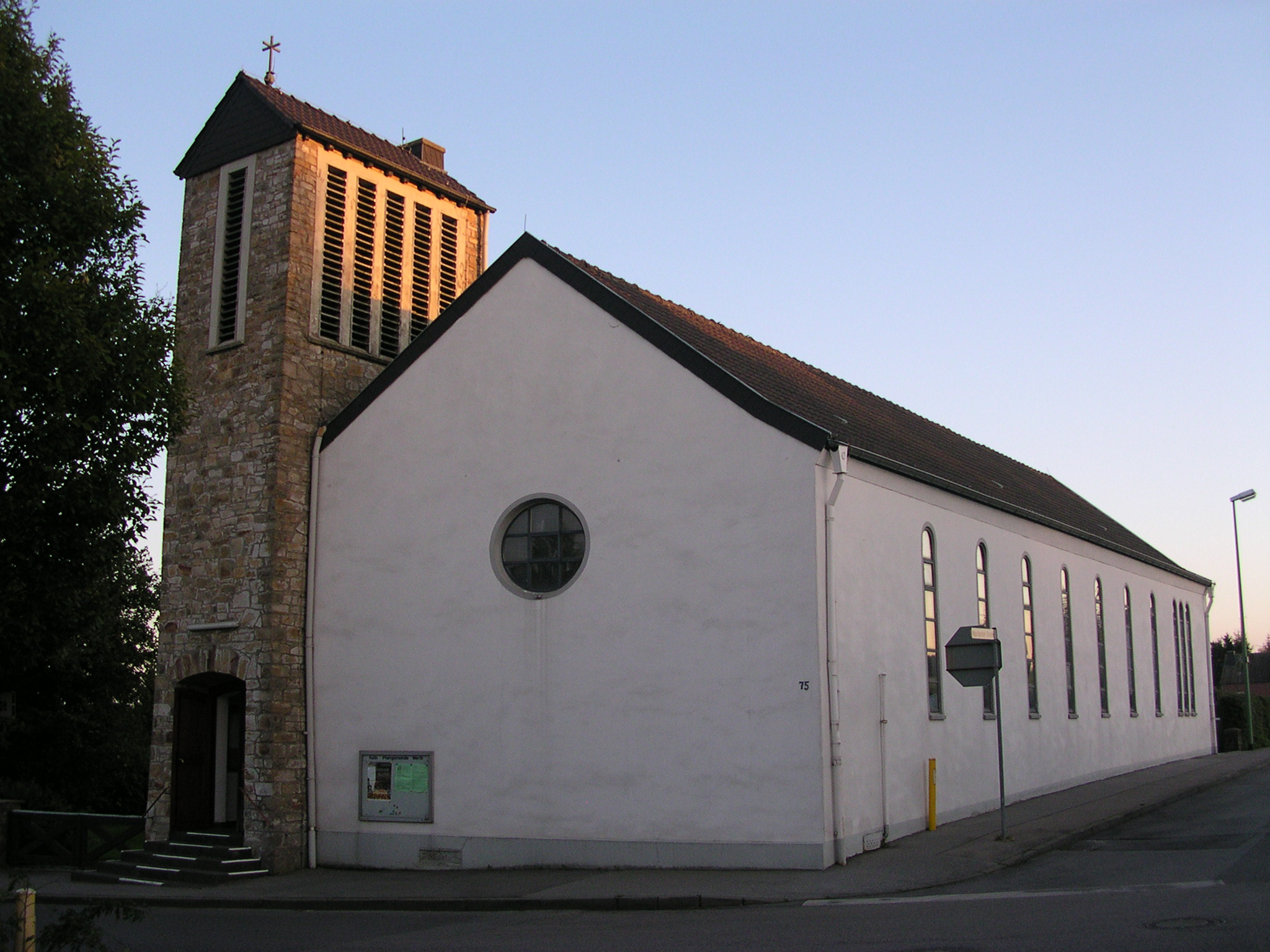
St. Josef in Werth

St. Josef ist die römisch-katholische Pfarrkirche des Stolberger Stadtteils Werth in der Städteregion Aachen in Nordrhein-Westfalen.
Die Kirche ist dem hl. Josef geweiht. Zur Pfarre gehören auch der Allmanshof und der Lindenhof.

## Lage
Das Kirchengebäude befindet sich im westlichen Teil von Werth an der Ecke Dorfstraße / Mausbacher Straße.

## Geschichte
Werth besaß zunächst nur eine 1856/57 erbaute kleine Wegekapelle. Der südliche Teil des Dorfes gehörte zur Pfarre St. Laurentius Gressenich und der nördliche Teil zur Pfarre St. Wendelinus Hastenrath. Im Zuge der Industrialisierung wuchs Anfang des 20. Jahrhunderts die Bevölkerung von Werth stark an, sodass sich die Bewohner eine eigene Kirche wünschten. Zunächst wurde 1901 der Kirchenbau-Sammelverein für Werth-Weissenberg gegründet. Bis 1916 hatte der Verein so viel Geld zusammengetragen und damit die Voraussetzungen geschaffen, dass zum 1. Oktober 1918 Werth Kapellengemeinde mit eigener Vermögensverwaltung wurde. Bereits zuvor war der Saal der Gaststätte „Drei Kaiser“ zur Notkirche umgebaut worden.
Seit dem 1. Januar 1953 ist Werth eigenständige Pfarrei.

## Baugeschichte
Über 25 Jahre lang diente der Saal der Gaststätte „Drei Kaiser“ als Notkirche. Als dieser 1944 in Folge des Zweiten Weltkriegs zerstört worden war, beschloss man den Bau einer Kirche, dessen Grundstein am 18. April 1948 gelegt wurde. Als Bauplatz diente der Standort des zerstörten Saales. Im darauf folgenden Jahr war die Kirche fertiggestellt und am 18. September 1949 wurde hier der erste Gottesdienst gefeiert. Die Pläne zum Neubau entwarf Jodokus Kehrer. 1953 wurde die Kirche zur Pfarrkirche erhoben und 1979 und 1986 erfolgten Renovierungsmaßnahmen unter der Leitung des Architekten Martin Schoenen aus Stolberg.

## Baubeschreibung
St. Josef ist eine einfache flachgedeckte Saalkirche in modernen Formen aus verputzten Backsteinen. Der Chor schließt gerade und der Turm ist an der Nordwestecke an das Kirchenschiff angebaut.

## Ausstattung
Der Altar und der Kredenztisch bestehen aus Marmor und wurden 1956 von der Eilendorfer Firma Ortmanns angefertigt. Die 14 Kreuzwegstationen sind Werke des Stolberger Goldschmieds Ludwig Mohnen aus dem Jahr 1960.

## Pfarrer
Folgende Pfarrer wirkten bislang an St. Josef als Seelsorger (bis zur Pfarrerhebung 1953 trugen die Priester den Titel Rektor):
| von – bis | Name                              |
| --------- | --------------------------------- |
| 1927–1932 | Franz Schmitz (Rektor)            |
| 1932–1939 | Hieronymus Goldbach (Rektor)      |
| 1939–1946 | Robert Wirtz (Rektor)             |
| 1946–1974 | Hubert Creutz (seit 1953 Pfarrer) |
| 1975–1977 | Paul Born                         |
| 1977–1980 | Nikolaus Cremer                   |
| 1980–1982 | Hans Doncks                       |
| 1982–1995 | Wilhelm Meuffels                  |
| 1995–2025 | Norbert Bolz                      |